# La Grande Catherine
La Grande Catherine ist ein Gemeindeteil der französischen Gemeinde Claudon im Département Vosges in der Region Grand Est.

## Lage
Der Weiler  mit 20 Wohnhäusern liegt 1,5 Kilometer südlich von Claudon und 5,75 Kilometer nordöstlich von Regnévelle.

## Geschichte

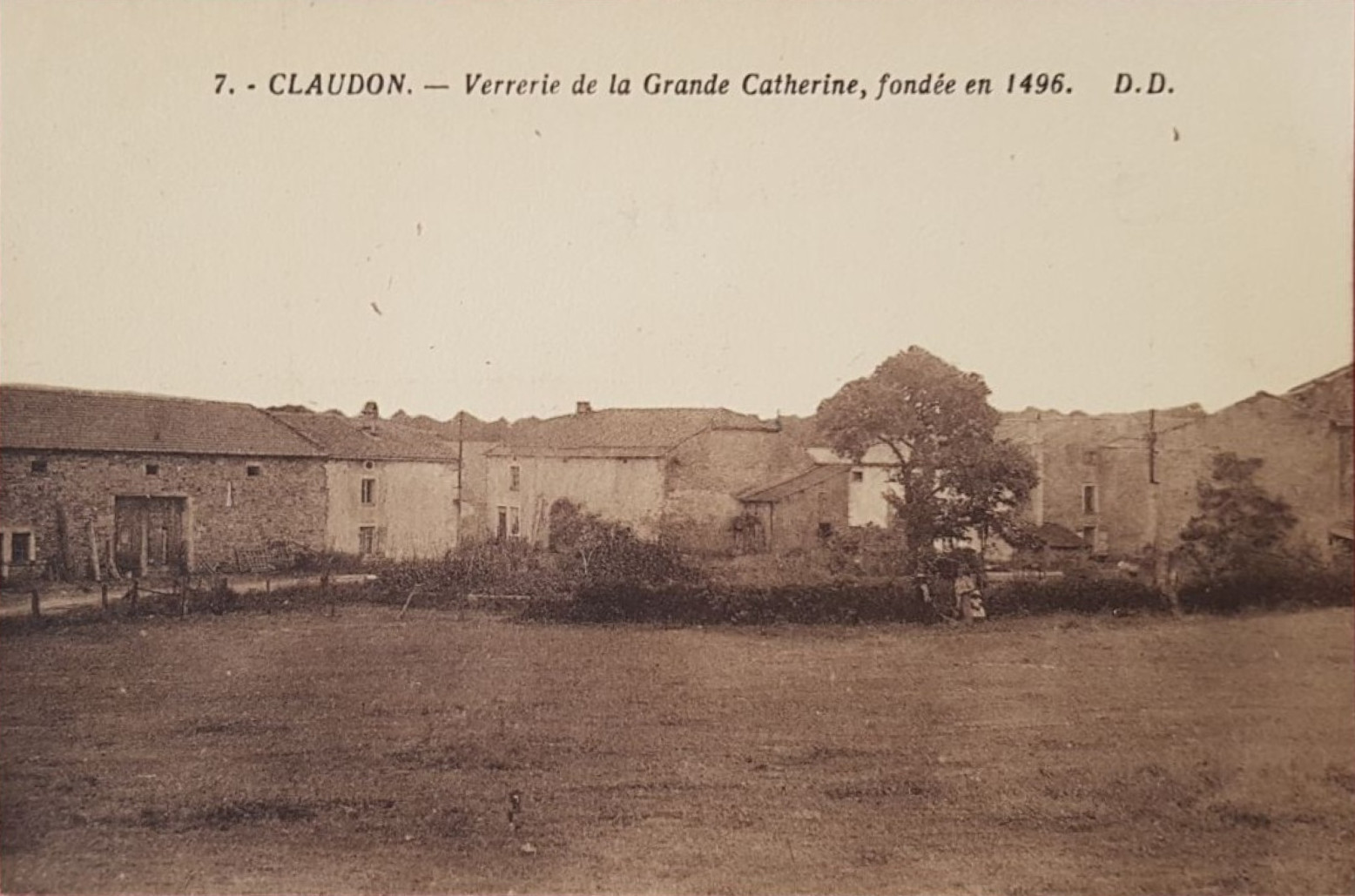
Glashütte La Grande Catherine, gegründet 1496

Die Glashütte La Grande Cathérine (La Patenostrière) wurde 1496 von Antoine und Christophe Thiétry, den Kindern von Colin Thiétry, gegründet. Nach anderen Quellen gab es bereits am 20. Mai 1479 einen Pachtvertrag mit der Familie Colin, und auch Nicolas II de Hennezel wird als Betreiber der Glashütte genannt.
Im Jahr 1786 wurde ein außergewöhnliches Verfahren gegen die Urheber, Verursacher, Komplizen und Anhänger der am 12. September 1783 begangenen Waldfrevels eingeleitet. Die Delikte hatten sich im Wald von Darney zwischen den Glashütten La Grande Catherine und La Sybille zugetragen und mussten wohl sehr umfangreich gewesen sein, denn es wurden mehrere Straftäter verurteilt.
Während des Ersten Weltkriegs betrieben die alliierten Streitkräfte dort eine militärische Schmalspurbahn.

## Persönlichkeiten
- François-Théodore Legras (* 27. Dezember 1839 in La Grande Catherine bei Claudon; † 2. August 1916 in Paris), Glasmachermeister.[7]

## Nachweise
1. ↑  Le site national de l’adresse (adresse.data.gouv.fr)
2. ↑  Paul Rodier: Les Verreries des Hautes Forêts de Darney. Epinal. 1909.
3. ↑  Verrière de Regnévelle / Grande Cathérine.
4. ↑  Georges Varlot: 1727 Moulin Richard Vioménil. In: Histoire de Vioménil Etsesécarts par Gérardmer. 25. April 1961. S. 20.
5. ↑  Délit forestier à la Grande Catherine. 19. März 2017.
6. ↑  Délis forestiers à la Grande Catherine, Darney (Vosges) en 1786. (siehe auch: Digitalisat)
7. ↑  C'est dans le hameau de Claudon “La Grande Catherine”, qu'est né le 27 Décembre 1839, François-Théodore Legras.